# Полипоровые (семейство)
Полипо́ровые (лат. Polyporaceae) — семейство полипоровые, или собственно трутовые грибы, группа базидиальных грибов, обладающих характерным строением  (трубочки относительно независимы от плодового тела и составляют отдельный гимениальный слой). 
- Название Трутовик (трутови́ца) происходит от традиционного применения этих грибов — плодовое тело некоторых видов использовалось для изготовления трута.

Грибы-трутовики паразитируют на стволах и ветвях деревьев, часто имеют копытовидную или односторонне-шляпочную форму.

## Систематика
- Amyloporia
- Amyloporiella
- Atroporus
- Aurantiporus
- Australoporus
- Austrolentinas
- Bresadolia
- Caloporus
- Cellulariella
- Cerioporus
- Cerrena
- Cinereomyces
- Colospora
- Coriolopsis
- Coriolus
- Crassisporus
- Cryptophalina
- Cryptoporus — Криптопорус
- Cyanosporus
- Cystostiptoporus
- Daedaleopsis — Дедалеопсис
- Datronia
- Datroniella
- Dentocorticium
- Dichomitus
- Diplomitoporus
- Earliella
- Echinochaete
- Endopandanicola
- Epithele
- Epithelopsis
- Erastia
- Faerberia
- Favolus
- Fibroporia
- Flabellophara
- Fomes — Фомес
- Funalia
- Fuscocerrena
- Globifomes
- Grammothele
- Grammothelopsis
- Hapalopilus
- Haploporus
- Heliocybe
- Hexagonia
- Hymenogramme
- Laccocephalum
- Leiotrametes
- Lentinus — Пилолистник
- Lenzites — Ленцитес
- Lignosus
- Lopharia
- Loweporus
- Megasporia
- Megasporoporia
- Melanoderma
- Microporellus
- Microporus
- Mycobonia
- Navisporus
- Neofavolus
- Neofomitella
- Pachykytospora
- Panus — Панус
- Perenniporia — Переннипория
- Perenniporiella
- Picipes
- Polyporus — Полипорус
- Poria
- Porogramme
- Pseudofavolus
- Pycnoporus — Пикнопорус
- Pyrofomes
- Royoporus
- Sparsitubus
- Theleporus
- Tinctoporellus
- Tomophagus
- Trametes — Траметес
- Truncospora
- Vanderbylia
- Whitfordia
- Yuchengia